# Bossche Volkspartij
De Bossche Volkspartij was een lokale politieke partij in de Nederlandse gemeente 's-Hertogenbosch, opgericht door Nol Roos. Bij de tussentijdse gemeenteraadsverkiezingen op 19 november 2014 behaalde de partij 3 zetels in de Bossche gemeenteraad. De leden werden op 6 januari 2015 in de Bossche gemeenteraad geïnstalleerd.
Bij de gemeenteraadsverkiezingen van maart 2018 raakte de partij één zetel kwijt. Per 1 november van dat jaar verliet oprichter en partijleider Nol Roos de gemeentepolitiek omdat hij naar buiten de gemeente verhuisde. Kort daarna besloten de twee zittende raadsleden de partij te verlaten en verder te gaan als 'Lokaal Gestemd'. Lokaal Gestemd fuseerde vervolgens met Bosch Belang, maar voormalig BVP-raadslid Joep Gersjes richtte uit onvrede over een lage plaats op de kandidatenlijst een eigen partij VOOR Den Bosch op, die bij de gemeenteraadsverkiezingen van 2022 één zetel haalde.
| Gemeenteraadszetels | Gemeenteraadszetels |
| 2014                | 2018                |
| ------------------- | ------------------- |
| 3                   | 2                   |